# TNA Feast or Fired

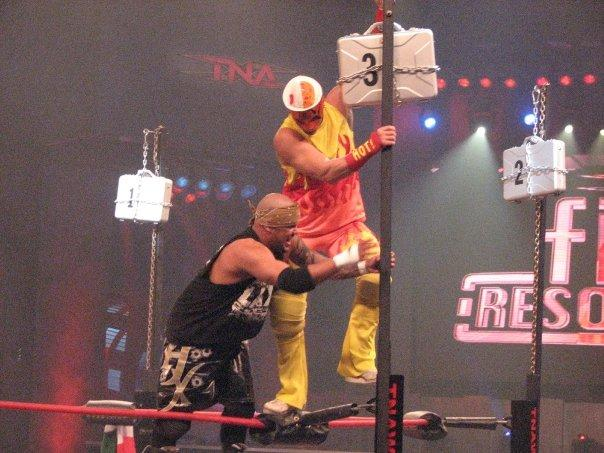

Un Feast or Fired match est un match de catch créé par la Total Nonstop Action Wrestling (TNA). Il oppose plusieurs catcheurs dont l'objectif est de décrocher une des quatre mallettes accrochés sur des poteaux dans chaque coins du ring. Trois de ces mallettes contiennent des contrats pour des matchs de championnat (championnat du monde poids-lourds, championnat du monde par équipe ou le championnat de la division X) et la quatrième contient une culotte rose synonyme de renvoi immédiat.

## Règle
Un Feast or Fired match oppose plusieurs catcheurs (généralement la plupart des catcheurs sous contrat avec la TNA et qui ne participent à aucun match ce jour-là) qui tentent de décrocher une des quatre mallettes numérotés suspendus à des poteaux aux quatre coins du ring. Quand un des catcheurs décroche une des mallettes, il quitte le ring avec celle-ci et le match s'arrête quand on décroche la dernière mallette. 

## Historiques
| Année | Vainqueur                                                        | Utilisée le       | À                | Contre                                       | Pour le                               | Titre remporté |
| ----- | ---------------------------------------------------------------- | ----------------- | ---------------- | -------------------------------------------- | ------------------------------------- | -------------- |
| 2007  | B.G. James                                                       | 10 février 2008   | Against All Odds | A.J. Styles et Tomko                         | TNA World Tag Team Championship       | Non            |
| 2007  | Petey Williams                                                   | 17 avril 2008     | Impact!          | Jay Lethal                                   | TNA X Division Championship           | Oui            |
| 2007  | Scott Steiner                                                    | 11 mai 2008       | Sacrifice        | Samoa Joe                                    | TNA World Heavyweight Championship    | Non            |
| 2008  | Jay Lethal                                                       | 16 décembre 2008  | Impact!          | Beer Money Inc.                              | TNA World Tag Team Championship       | Oui            |
| 2008  | Homicide                                                         | 25 juin 2009      | Impact!          | Suicide                                      | TNA X Division Championship           | Oui            |
| 2008  | Hernandez                                                        | 20 septembre 2009 | No Surrender     | A.J. Styles                                  | TNA World Heavyweight Championship    | Non            |
| 2009  | Douglas Williams a utilisé la Mallette de Rob Terry              | 19 janvier 2010   | Impact!          | Amazing Red                                  | TNA X Division Championship           | Oui            |
| 2009  | Samoa Joe                                                        | 14 février 2010   | Against All Odds | A.J. Styles                                  | TNA World Heavyweight Championship    | Non            |
| 2009  | Kevin Nash                                                       | 4 mai 2010        | Impact!          | Matt Morgan                                  | TNA World Tag Team Championship       | Oui            |
| 2013  | Ethan Carter III Puis James Storm après victoire de la mallette. | 12 novembre 2014  | Impact Wrestling | The Wolves (Davey Richards et Eddie Edwards) | TNA World Tag Team Championship       | Oui            |
| 2013  | Gunner                                                           | 20 février 2014   | Impact Wrestling | Magnus                                       | TNA World Heavyweight Championship    | Non            |
| 2013  | Zema Ion                                                         | 6 février 2014    | Impact Wrestling | Austin Aries                                 | TNA X Division Championship           | Non            |
| 2015  | Magnus Puis Brian Myers et Trevor Lee après le départ de Magnus. | 2 septembre 2015  | Impact Wrestling | The Wolves (Davey Richards et Eddie Edwards) | TNA World Tag Team Championship       | Oui            |
| 2015  | Austin Aries                                                     | 11 mai 2015       | Destination X    | Kurt Angle                                   | TNA World Heavyweight Championship    | Non            |
| 2015  | Rockstar Spud                                                    | 20 mars 2015      | Impact Wrestling | Low Ki                                       | TNA X Division Championship           | Oui            |
| 2016  | Drew Galloway                                                    | 15 mars 2016      | Impact Wrestling | Matt Hardy                                   | TNA World Heavyweight Championship    | Oui            |
| 2016  | Eli Drake                                                        | 31 mai 2016       | Impact Wrestling | Bram                                         | TNA King Of The Mountain Championship | Oui            |
| 2016  | James Storm                                                      | 8 mars 2015       | Impact Wrestling | The Wolves (Davey Richards et Eddie Edwards) | TNA World Tag Team Championship       | Oui            |
| 2018  | Eli Drake                                                        | 22 mars 2018      | Redemption       | The Latin American Xchange                   | Impact ! World Tag Team Championship  | Oui            |
| 2018  | Petey Williams                                                   | 22 mars 2018      | Impact Wrestling | Matt Sydal                                   | Impact X Division Championship        | Non            |
| 2018  | Eli Drake utilise la mallette de Moose                           | 23 mars 2018      | Redemption       | Pentagón Jr.                                 | Impact ! World Championship           | Non            |

## Pink Slip
Liste des renvoyés à la suite du Feast or Fired : 
- Senshi
- Curry Man
- Sheik Abdul Bashir
- Chavo Guerrero
- Velvet Sky
- EC3
- Yuya Uemura

## Liste des participants
| Catcheur            | Mallettes remportées | Participations |
| ------------------- | -------------------- | -------------- |
| Eli Drake           | 3                    | 3              |
| Petey Williams      | 2                    | 2              |
| Scott Steiner       | 1                    | 1              |
| Rob Terry           | 1                    | 1              |
| Senshi              | 1                    | 1              |
| Drew Galloway       | 1                    | 0              |
| Kevin Nash          | 1                    | 1              |
| Sheik Abdul Bashir  | 1                    | 1              |
| Gunner              | 1                    | 2              |
| DJ Z                | 1                    | 2              |
| Chavo Guerrero      | 1                    | 1              |
| Ethan Carter III    | 2                    | 2              |
| Austin Aries        | 1                    | 2              |
| B.G. James          | 1                    | 2              |
| Jay Lethal          | 1                    | 2              |
| Samoa Joe           | 1                    | 2              |
| Christopher Daniels | 1                    | 3              |
| Homicide            | 1                    | 3              |
| Hernandez           | 1                    | 3              |
| Magnus              | 1                    | 1              |
| Rockstar Spud       | 1                    | 1              |
| Velvet Sky          | 1                    | 1              |
| Robbie E            | 0                    | 1              |
| Elix Skipper        | 0                    | 1              |
| Chris Harris        | 0                    | 1              |
| Alex Shelley        | 0                    | 1              |
| Robert Roode        | 0                    | 1              |
| Eric Young          | 0                    | 1              |
| Kiyoshi             | 0                    | 1              |
| Cody Deaner         | 0                    | 1              |
| Dewey Barnes        | 0                    | 1              |
| Norv Fernum         | 0                    | 1              |
| Samuel Shaw         | 0                    | 1              |
| Jessie Godderz      | 0                    | 1              |
| Crazzy Steve        | 0                    | 1              |
| Bram                | 0                    | 1              |
| Eddie Edwards       | 0                    | 1              |
| Davey Richards      | 0                    | 1              |
| Shark Boy           | 0                    | 2              |
| Lance Hoyt          | 0                    | 2              |
| Kip James           | 0                    | 2              |
| Jimmy Rave          | 0                    | 2              |
| Sonjay Dutt         | 0                    | 2              |
| Chris Sabin         | 0                    | 2              |
| Consequences Creed  | 0                    | 2              |
| James Storm         | 1                    | 2              |
| Tyrus               | 0                    | 1              |
| Taiji Ishimori      | 0                    | 1              |
| Trevor Lee          | 0                    | 1              |
| Caleb Konley        | 0                    | 1              |
| KM                  | 0                    | 1              |